# Anta de Adrenunes

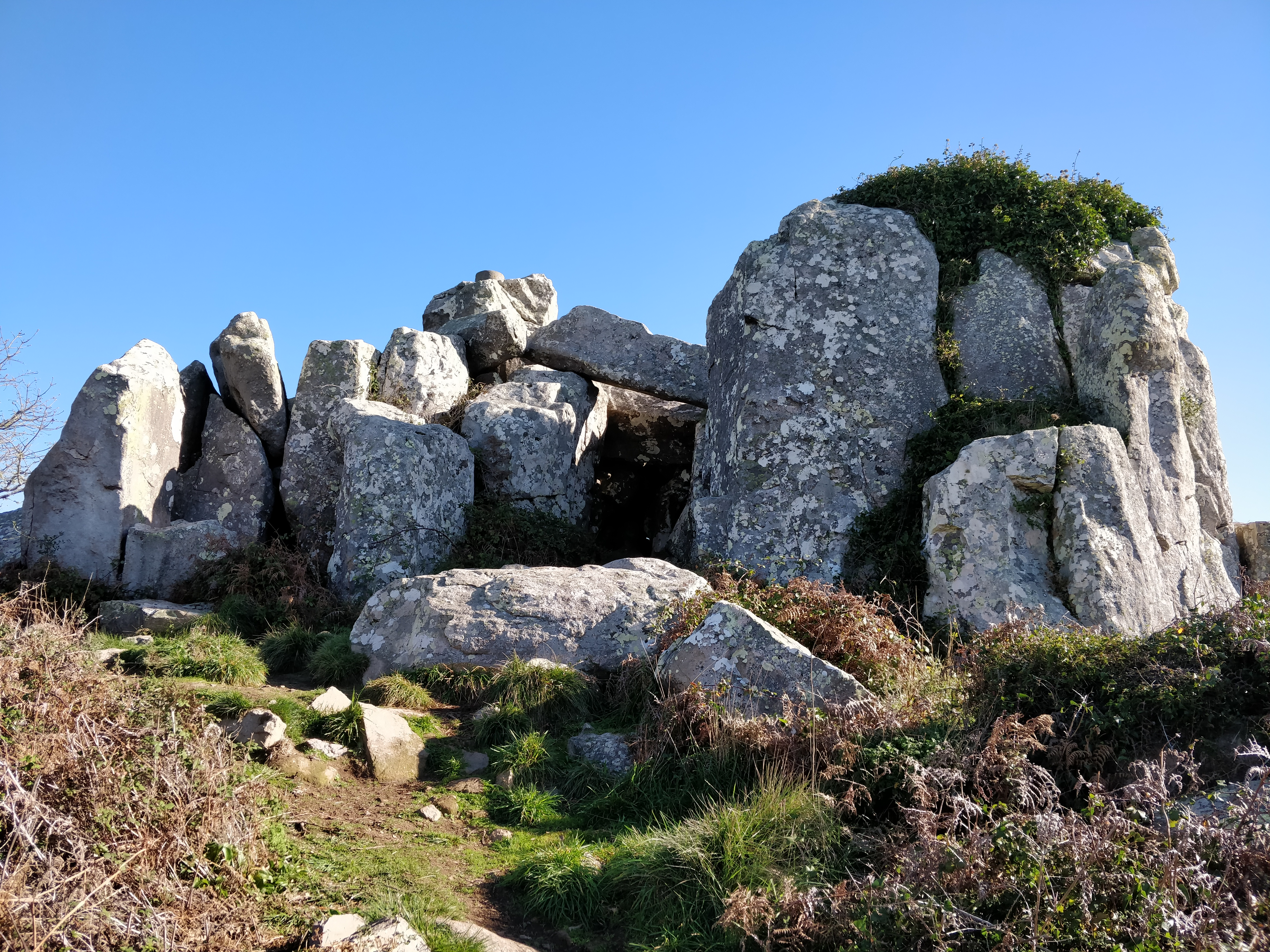
Anta de Adrenunes

A Anta de Adrenunes, localizada perto do Cabo da Roca, freguesia de Colares, município de Sintra, em Portugal, é um formação rochosa natural ocupada como sepulcro colectivo durante o período megalítico e erroneamente designada de anta, tratando-se assim de um monumento megalítico.
No seguimento de estudo do local efectuado por Narciso da Silva, este sítio foi classificado como monumento nacional em 16 de Junho de 1910 (DG 136, de 23 de junho de 1910).

## Descrição
Trata-se de uma estrutura constituída por várias pedras, entre as quais existe uma passagem com cerca de 5 metros de altura. Essa passagem poderá ter servido de necrópole colectiva durante a época megalítica. Situa-se no alto de um outeiro que domina a paisagem em redor do Cabo da Roca e a vasta região que se estende para norte da Serra de Sintra.
A teoria de que se trata de uma anta foi proposta por Joaquim Possidónio Narciso da Silva (1806-1896), que efectuou escavações no local, não tendo encontrado quaisquer vestígios de utilização funerária. Essa ideia não é actualmente aceite. A disposição das pedras e a sua orientação relativamente ao pôr-do-sol / Lua e ao Cabo da Roca leva de facto a pensar tratar-se de uma estrutura megalítica, provavelmente de origem natural e posteriormente trabalhada pelo homem, razão pela qual deve ser considerada como sendo uma anta.
A existência de calços nas fundações de alguns dos blocos prova a intervenção do homem.
Apesar de as autoridades terem ignorado durante décadas o local (como atesta o marco geodésico de cimento colocado mesmo em cima do tecto da anta), escavações recentes nas fundações dos blocos megalíticos comprovaram definitivamente a 'mão' do homem nessa edificação megalítica: foram encontradas pedras a compor cunhas no assentamento de alguns blocos, como se não bastasse o recorte ainda bem delineado de alguns dos megálitos aproximadamente rectangulares que compõem o tecto da anta.
Ainda hoje essa estrutura recebe a visita dos mais diversos visitantes por ocasião de eventos celestes, sendo sem dúvida merecedora de investigações arqueológicas mais aprofundadas, tanto em si como na sua envolvente. Situa-se no topo de uma pequena mas invulgar colina que revela vestígios de pavimentações antigas nos seus acessos, revelando assim uma insuspeitada importância arqueológica e cultural.

## Origem do nome
É possível que o nome desta Anta, como o do monte em que ela está localizado, tenha resultado do corrompimento do nome de um antigo possuidor do terreno.